# Вернау (Неккар)
Вернау (нем. Wernau) — город в Германии, в земле Баден-Вюртемберг.
Подчинён административному округу Штутгарт. Входит в состав района Эслинген. Население составляет 12 383 человека (на 31 декабря 2010 года) Занимает площадь 10,90 км². Официальный код — 08 1 16 072.
Вернау — привлекательный район для экономической деятельности. Там расположены офисы известных компаний — Mori Seiki, Bosch Thermotechnik, 2E mechatronic, Perry, а также несколько рукодельных фирм и оптовых компаний.
Город подразделяется на 2 городских района.